# Алекуш
Алекуш (рум. Alecuș) — село в Румынии, в коммуне Шона, в жудеце Алба.
Село находится на расстоянии 263 км на северный запад от Бухареста, 40 км на северный восток от Алба-Юлии, 62 км на юго-восток от Клуж-Напоки, 143 км на северо-запад от Брашова.

## Население
Согласно переписи 2011 года, население Алекуша составило 112 человек (по переписи 2002 года - 171 человек). Все жители села являются румынами и разговаривают на румынском языке.